# Luis Milla
Luis Milla Aspas (Teruel, España, 12 de marzo de 1966), conocido como Luis Milla, es un exfutbolista y entrenador de fútbol español. Como jugador, estuvo en activo en las décadas de 1980 y 1990. En 1999, hizo una incursión en la política presentándose por el Partido Aragonés a las elecciones municipales en Teruel. También colabora con el F. C. Barcelona como capitán del equipo de veteranos que participa en la Liga de Fútbol Indoor. Su hijo Luis Milla Manzanares también es futbolista profesional.

## Trayectoria

### Como jugador
Se formó en la cantera del C. D. Teruel y F. C. Barcelona, alcanzando el primer equipo blaugrana en el año 1988, aunque ya había debutado en la temporada 1984/85, a la edad de dieciocho años, contra el Real Zaragoza. Tras consolidarse en el FC Barcelona y ser convocado para jugar con España, en 1990, su buen rendimiento despertó el interés de equipos de la máxima categoría como Real Madrid, Atlético de Madrid, o CD Tenerife, entre otros; finalmente, fichó por el Real Madrid C. F., donde jugó hasta 1997. Disputó los últimos años de su carrera para el Valencia C. F. hasta que se retiró en el año 2001. En doce temporadas en Primera División anotó seis goles: dos con el Barcelona, tres con el Real Madrid y uno con el Valencia.

### Como entrenador
Inicios
Entrenó a la U. D. Puzol en la temporada 2006/07 cosechando un 12.º puesto en Tercera División. Una de las mejores temporadas de la historia de la UD Puzol. Al finalizar la temporada, fue llamado por Michael Laudrup para que fuera su segundo entrenador en el Getafe CF de la Primera División de España.
Seleccionador sub-21
Posteriormente, trabajó en la Real Federación Española de Fútbol como técnico en las categorías inferiores, donde destacó como entrenador de la selección sub-21. Fue despedido, tras la eliminación del conjunto nacional en la primera fase del torneo de fútbol de los Juegos Olímpicos de Londres 2012.
Al Jazira
En febrero de 2013, firma con el Al-Jazira Sporting Club, segundo clasificado del campeonato de Emiratos Árabes Unidos, regresando a los banquillos tras el amargo final de su etapa como seleccionador sub-21. Fue destituido el 25 de octubre.
CD Lugo
En junio de 2015, toma el mando del CD Lugo. El 24 de febrero de 2016, dimitió de su puesto alegando motivos personales, dejando al equipo gallego en 12.ª posición tras 26 jornadas de Liga.
Real Zaragoza
En junio de 2016, se convierte en el nuevo técnico del Real Zaragoza. Pese a que comenzó logrando buenos resultados y ocupando las primeras posiciones de la Liga, fue destituido en octubre de 2016, tras sumar 6 partidos consecutivos sin ganar.
Selección de Indonesia
En enero de 2017, accedió al cargo de seleccionador de Indonesia.
Persib Bandung
En agosto de 2022, se hace oficial su fichaje por el Persib de la Liga 1 de Indonesia. El 15 de julio de 2023, fue destituido de su cargo tras conseguir 3 puntos de 9 posibles.

## Selección nacional
Fue internacional en 3 ocasiones con la selección de fútbol de España. Debutó en un encuentro ante Hungría el día 15 de noviembre de 1989.

## Clubes
| Club                | País   | Año       | Partidos | Goles |
| ------------------- | ------ | --------- | -------- | ----- |
| F. C. Barcelona     | España | 1984-1985 | 1        | 0     |
| F. C. Barcelona "B" | España | 1985-1988 | 40       | 5     |
| F. C. Barcelona     | España | 1988-1990 | 69       | 2     |
| Real Madrid C. F.   | España | 1990-1997 | 210      | 3     |
| Valencia C. F.      | España | 1997-2001 | 105      | 1     |

### Clubes como entrenador
| Club                      | País                   | Año       | P  | PG | PE | PP | % v.  |
| ------------------------- | ---------------------- | --------- | -- | -- | -- | -- | ----- |
| U. D. Puzol               | España                 | 2006-2007 |    |    |    |    |       |
| Selección española sub-21 | España                 | 2010-2012 | 20 | 15 | 4  | 1  | 75    |
| Al-Jazira Sporting Club   | Emiratos Árabes Unidos | 2013      | 19 | 5  | 7  | 7  | 26.32 |
| C. D. Lugo                | España                 | 2015-2016 | 44 | 14 | 15 | 15 | 31.82 |
| Real Zaragoza             | España                 | 2016      | 12 | 3  | 4  | 5  | 25    |
| Selección de Indonesia    | Indonesia              | 2017-2018 | 7  | 3  | 2  | 2  | 42.86 |
| Persib                    | Indonesia              | 2022-2023 | 30 | 17 | 7  | 6  | 56.67 |

## Palmarés

### Como jugador

#### Campeonatos nacionales
| Título              | Club              | País   | Año  |
| ------------------- | ----------------- | ------ | ---- |
| Liga española       | F. C. Barcelona   | España | 1985 |
| Copa del Rey        | F. C. Barcelona   | España | 1990 |
| Supercopa de España | Real Madrid C. F. | España | 1990 |
| Copa del Rey        | Real Madrid C. F. | España | 1993 |
| Supercopa de España | Real Madrid C. F. | España | 1993 |
| Liga española       | Real Madrid C. F. | España | 1995 |
| Liga española       | Real Madrid C. F. | España | 1997 |
| Copa del Rey        | Valencia C. F.    | España | 1999 |
| Supercopa de España | Valencia C. F.    | España | 1999 |

#### Copas internacionales
| Título           | Club            | País      | Año  |
| ---------------- | --------------- | --------- | ---- |
| Recopa de Europa | F. C. Barcelona | Berna     | 1989 |
| Copa Intertoto   | Valencia C. F.  | Salzburgo | 1998 |

### Como entrenador

#### Copas internacionales
| Título               | Club                      | Sede      | Año  |
| -------------------- | ------------------------- | --------- | ---- |
| Juegos Mediterráneos | Selección española sub-19 | Pescara   | 2009 |
| Eurocopa Sub-21      | Selección española sub-21 | Dinamarca | 2011 |